# セミ・アジャイ
セミ・アジャイ（Semi Ajayi, 1993年11月9日 - ）は、ナイジェリアのサッカー選手。ハル・シティAFC所属。ナイジェリア代表。ポジションはDF。

## 経歴
チャールトン・アスレティックFCでサッカーを始め、2012年1月にプロ契約を結んだ。
2013年9月、アーセナルFCと2年契約を結んだ。
2015年3月25日、カーディフ・シティFCに期限付き移籍した。シーズン終了後にはカーディフと2年契約を結んで完全移籍した。
2017年1月30日、ロザラム・ユナイテッドFCに期限付き移籍した。
2019年7月20日、ウェスト・ブロムウィッチ・アルビオンFCと4年契約を結んだ。
2025年6月19日、ハル・シティAFCに移籍した。

### 代表歴
アフリカネイションズカップ2019予選のセーシェル諸島代表戦でA代表デビューを果たした。